# Ejido San Antonio Ocoyotepec
Ejido San Antonio Ocoyotepec är en ort i Mexiko, tillhörande kommunen Almoloya de Juárez i den västra delen av delstaten Mexiko, i den centrala delen av landet. Orten hade 479 invånare vid folkräkningen 2010.